# Скоусбоэ, Петер Кофод Анкер
Петер (Педер) Кофод Анкер Скоусбоэ (дат. Peter (Peder) Kofod Anker Schousboe; 1766—1832) — датский ботаник и путешественник.

## Биография
Петер Скоусбоэ родился в 1766 году в городе Рённе на острове Борнхольм. Крещён 17 августа. Отец — адвокат Ханс Лерхе Скоусбоэ (1736—1791), мать — Элсебет Маргарета Топп (1739—1820). Учился в Копенгагенском университете и Ботаническом саду у Кристена Фрииса Роттбёлля. В 1791—1793 при поддержке Йохана Бюлова и Копенгагенского ботанического сада совершил путешествие в Испанию в Марокко. По результатам этой экспедиции в 1800 году издал книгу с текстом на датском и латинском языках, посвящённую флоре Марокко. В 1797—1798 путешествовал по Испании и Португалии. С 1800 года Скоусбоэ работал консулом Дании в Танжере. В 1821 году он стал генеральным консулом в Марокко.
В 1817 году Петер Скоусбоэ стал кавалером ордена Данеброг.
Петер Скоумбоэ скончался в Танжере 26 февраля 1832 года.
Петер Скоусбоэ был женат на Антонии, девушке испанского происхождения (ум. ранее 1848). В 1836 году Антония пыталась продать датскому правительству коллекции Скоусбоэ, однако оно согласилось приборести лишь некоторые образцы водорослей. Остальная часть гербария была передана Эрнесту Коссону.

## Некоторые научные публикации
- Schousboe, P.K.A. Iagttagelser over Vextriget i Marokko. — Kjöbenhavn, 1800. — 204 p.

## Роды растений, названные в честь П. К. А. Скоусбоэ
- Schousboea Willd., 1799, nom. superfl. [= Combretum Loefl., 1758, nom. cons.]
- Schousboea Schumach., 1827, nom. illeg. [= Alchornea Sw., 1788]